# Villariezo
Villariezo è un comune spagnolo di 613 abitanti situato nella comunità autonoma di Castiglia e León.